# Maurice Ehlinger
Maurice Ambroise Ehlinger, né le 25 septembre 1896 à Champagney (Haute-Saône) et mort le 26 août 1981 à Belfort (Territoire de Belfort), est un artiste peintre et sculpteur français,.

## Famille
Les Ehlinger implantés dès le XVIe siècle à Mollau et Saint-Amarin dans la vallée de la Thur et ancienne principauté de l'abbaye de Murbach, sont en particulier les descendants d'Antoine Ehlinger, mort en 1675. Louis Ehlinger (1858-1919), le père de Maurice Ehlinger, opta pour rester français en 1871. Il s'engagea au 35e de ligne à Belfort jusqu'à obtenir le grade d'adjudant.
Louis Ehlinger se maria en 1893 à Désirée Valot (1867-1953), fille d'un agriculteur de Baudoncourt (Haute-Saône), ils eurent quatre enfants : Germaine (1893-1972) Maurice (né et mort en 1894), Maurice (1896-1981) et Marcel (1900-1965). Louis Ehlinger prend sa retraite en 1894 et devient receveur buraliste successivement à Champagney, Moyenmoutier et Saint-Dié.
Appelé à l'armée en 1914, il fut nommé capitaine de la territoriale et aménagea des tranchées au ballon d'Alsace dès aout 1914. Ayant séjourné en première ligne dans une cave inondée au pont d'Alspach, il prit froid. Il meurt à Saint-Dié le 25 septembre 1919. Il était titulaire de la médaille militaire.

## Biographie

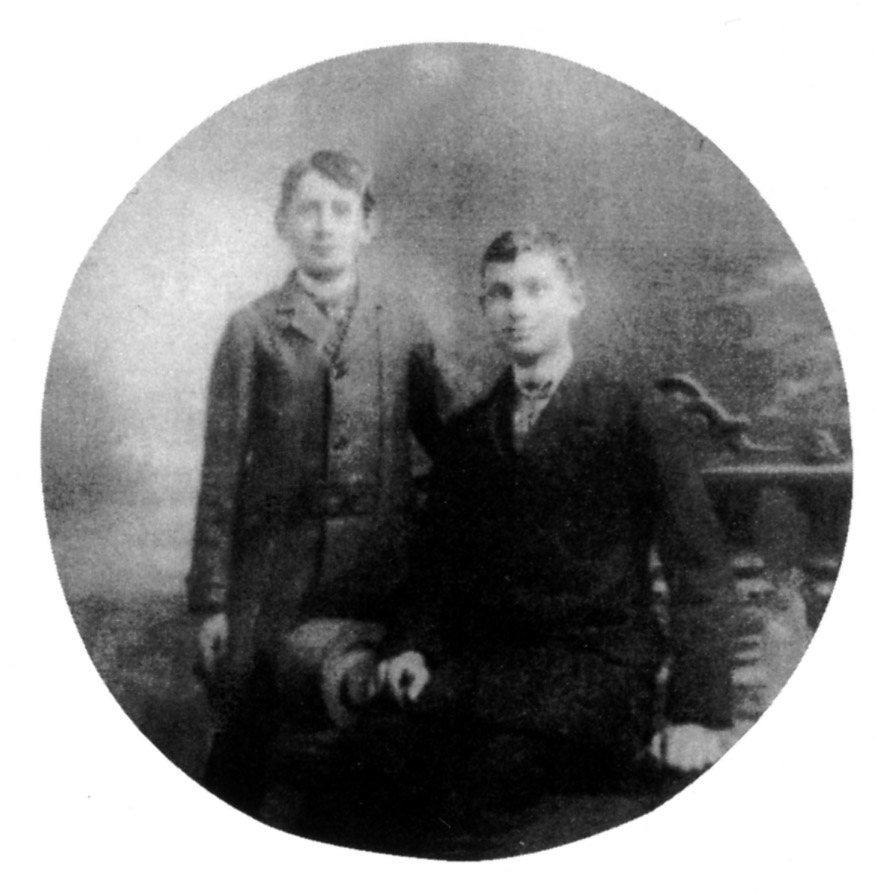
Maurice Ehlinger et son frère Marcel dans les années 1900.

Maurice Ehlinger est né à Champagney en 1896, d'un père Louis Ehlinger (1858-1919), militaire en retraite et receveur buraliste, et d'une mère Désirée Valot (1867-1953), fille d'agriculteurs de Baudoncourt en Haute-Saône. Ils ont déjà une fille, Germaine, née en 1893 à Baudoncourt, sœur ainée de Maurice et un petit Maurice, né en 1894 à Belfort et qui meurt à Belfort la même année.
La famille emménage à Moyenmoutier dans les Vosges, où nait son frère cadet Marcel (1900-1965), futur Centralien, ingénieur. Maurice Ehlinger dessine avec les conseils de Camille Braun, peintre décorateur. Installé ensuite à Saint-Dié-des-Vosges, il obtient une bourse de la ville pour entrer à l'Ecole des Beaux Arts de Nancy en 1911 à l'âge de quatorze ans où il a pour maître Jules Larcher.

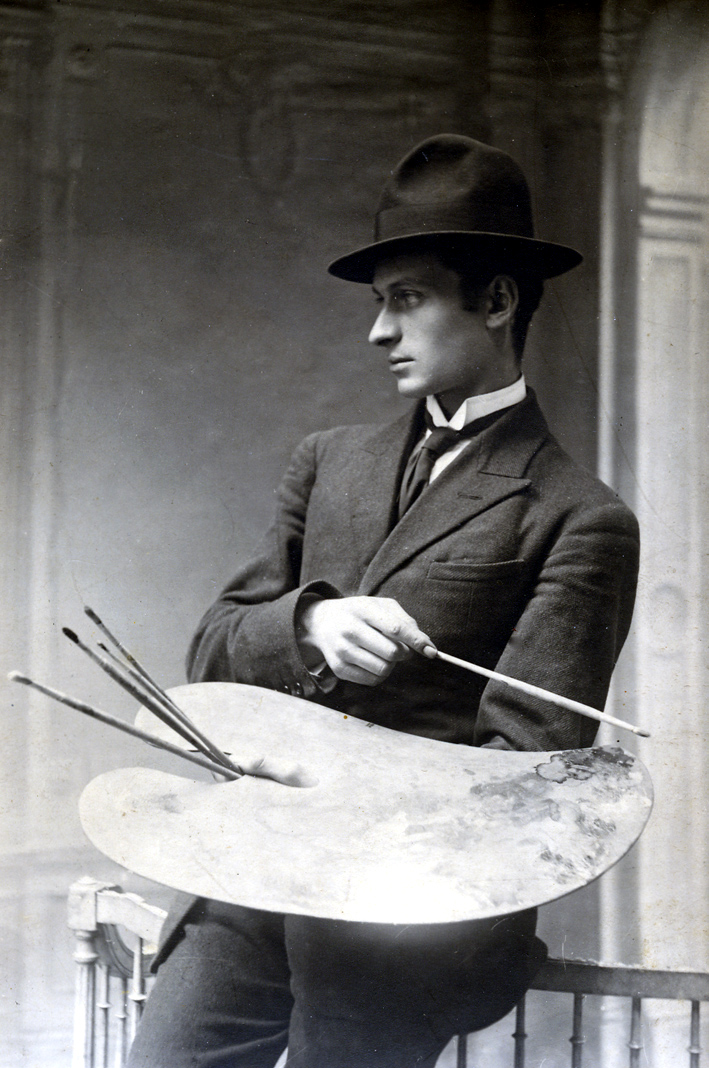
Maurice Ehlinger en 1923.

En 1916, mobilisé, il est versé au 121e régiment d'artillerie lourde où il est maître pointeur. Il a pour capitaine Jean Borotra. Il est gazé au chemin des dames, en position dans les Vosges au dessus de Mittlach. Il participe à la bataille de Guise. Démobilisé en 1921, il vient à Paris et entre à l'Ecole Supérieur des Beaux Arts de Paris dans l'atelier de François Flameng, auquel succéde en 1923 Lucien Simon.
Devenu professeur de dessin de la ville de Paris, il s'installe d'abord dans un atelier au 56 de la rue Blanche, dans le 9e arrondissement. Puis successivement au 152 et au 156 boulevard du Montparnasse dans le 14e arrondissement.

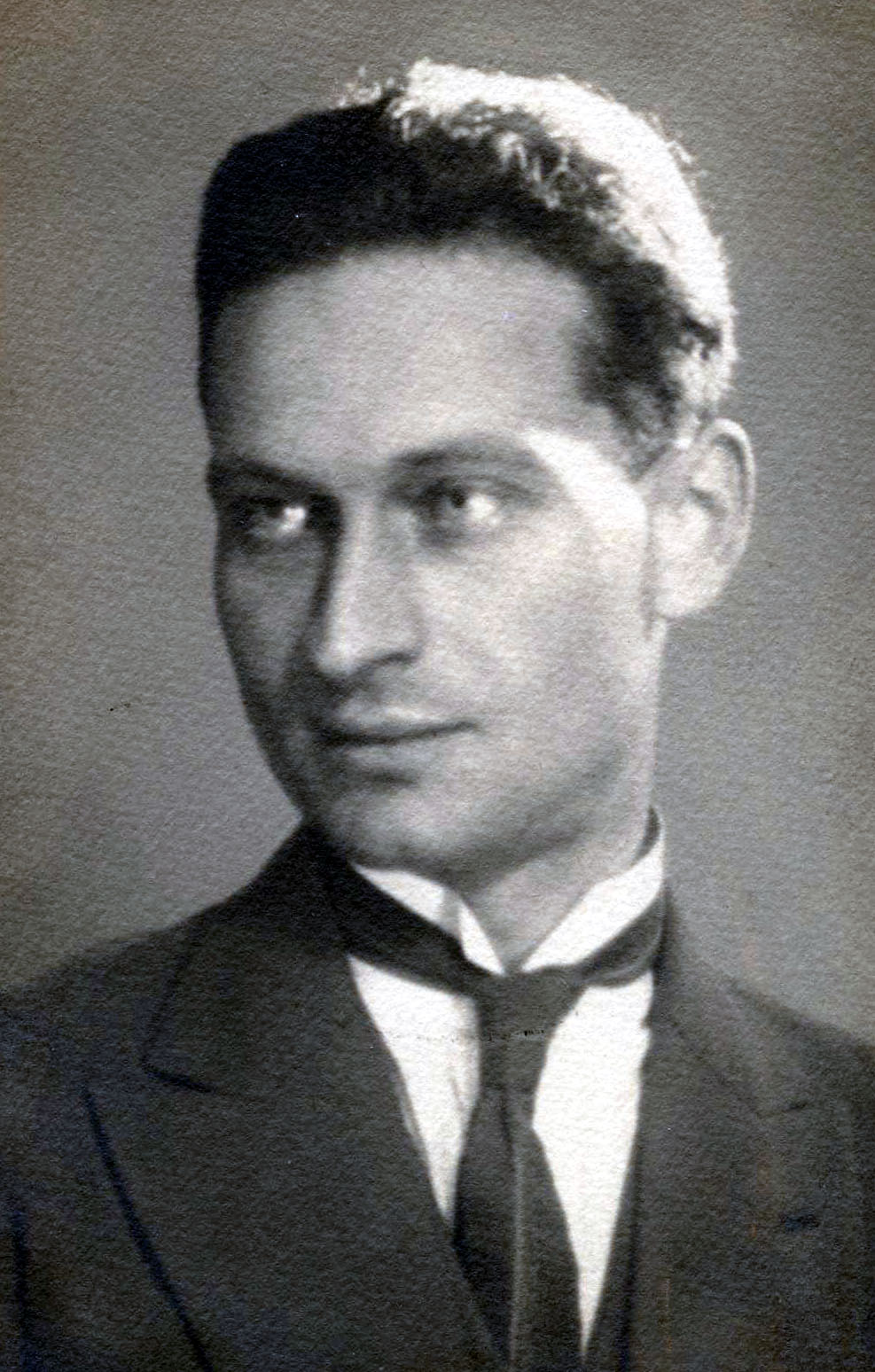
Maurice Ehlinger en 1932.

Marié le 15 octobre 1928 à Notre-Dame-des-Champs avec Renée Virginie Erard, il a deux enfants : Christian né le 7 janvier 1931 ; et Dominique né le 6 mai 1934. Il a un autre atelier dans la maison de famille de son épouse à Andelnans, territoire de Belfort, où il passe tous les étés.
Démobilisé en 1940 avant l'avance Allemande, il se réfugie à Mirabel, près de Montauban. En 1941, il passe des vacances à Amboise où il visite le clos Lucé, dernière demeure de Léonard de Vinci.
Du 13 au 17 novembre 1944, Saint-Dié est incendiée par les allemands. La maison où vivent la mère et la sœur de l'artiste est l'une des dernières à brûler, place Saint Martin. Disparaissent alors la plupart des œuvres de jeunesse de Maurice, ainsi que le grand portrait de son épouse, acheté par la ville pour son Musée. À la suite de ce désastre, Maurice Ehlinger peint sur le motif une série de paysages des ruines de la ville, actuellement conservées au Musée Pierre Noël.

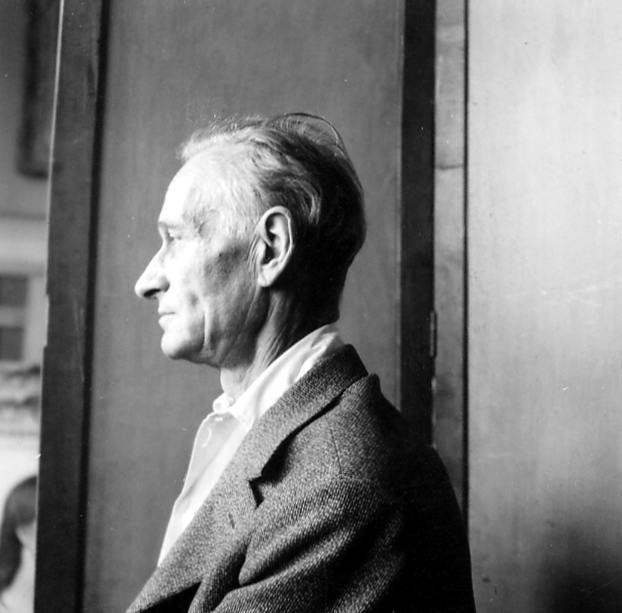
Maurice Ehlinger en 1979.

Maurice Ehlinger peint principalement des portraits sur commande et des nus. Il meurt à Belfort le 26 août 1981 à l'âge de 84 ans.
Maurice Ehlinger a eu pour maîtres : Jules Larcher, François Flameng, Lucien Simon, Jules Adler. Et pour élèves : son fils ainé Christian Ehlinger et Raymond Joly[réf. nécessaire].

## Œuvres et récompenses
- Toute sa vie Maurice Ehlinger fut fidèle au Salon des artistes français ou il exposa dès 1922 et jusqu'en 1981. Il en obtient en 1928 la médaille d'argent, et en 1941 la médaille d'or, hors concours. Il en devient membre du comité du jury.
- Il a été secrétaire de la Fondation Taylor.
- En 1937, il peint le portrait de l'actrice Ginette Leclerc, exposé à la Galerie Charpentier à Paris.
- Il participera à l'élection de Miss Paris, Sonia Bessis, danseuse de l'Opéra, dont il fera le portrait., en 1939
- Sociétaire du Salon d'hiver, il y présente en 1929 les toiles Portrait blanc, Portrait de Mlle G.E..., Fantaisie (nu) et La Forge[3].
- Plusieurs de ses œuvres sont exposées au musée Pierre-Noël de Saint-Dié-des-Vosges[4].
- Le Lac Blanc, 1922, huile sur toile, 65 x 54 cm, Gray (Haute-Saône), Musée Baron-Martin.
- Bouquet de Fleurs, Huile sur toile, Musée des Beaux Arts de Strasbourg.
- Portrait de Monseigneur Weber, Musée d'arts religieux d'alsace à Rouffach
- Portrait de Mme André Rollin, Huile sur toile, 195 x 97 cm, Musée de la porte Thann, Cernay
- Plusieurs de ses œuvres sont exposées au musée Pierre Noël de Saint-Dié des Vosges dont “Jeunesse”, “la skieuse” ainsi que des terres cuites en particulier les bustes de son épouse et de ses enfants Christian et Dominique.
- Portrait de son père en capitaine et portrait de la fille du peintre alsacien Derulle, musée Serret à Saint-Amarin
- “Sourire fleuri” 81 x 65 cm, Musée des Beaux Arts de Troyes
- “Martiniquais” 55 x 46 cm, Musée de la Négritude à Champagney
- Trois péniches à Botans, 35 x 46 cm. Musée Menal, Héricourt. Depuis 1936
- Sérénité – 1970. 130 x 162 cm. Musée d'Art et d'histoire. Belfort
- L'alpiniste, 130 x 97 cm. Heimatvereinigung Museum. Grindelwald, Canton de Berne, Suisse.
- Moi-même en militaire, autoportrait, 116 x 89 – Musée de Luneville.
- Deux aquarelles, Hôtel des invalides, musée de l'Armée, Paris, 1940

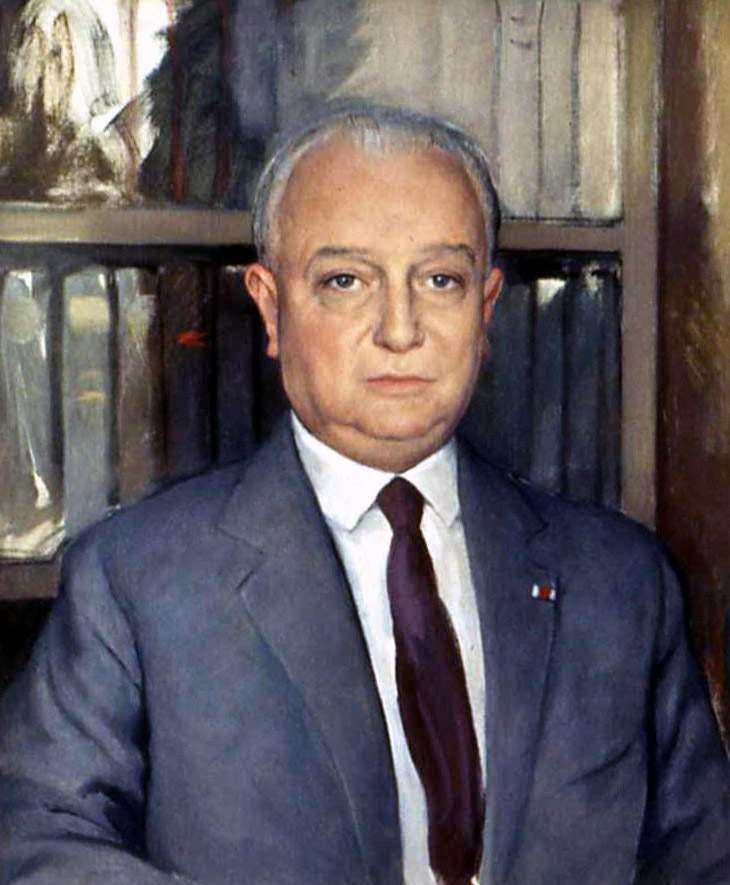
M. Schmitlein
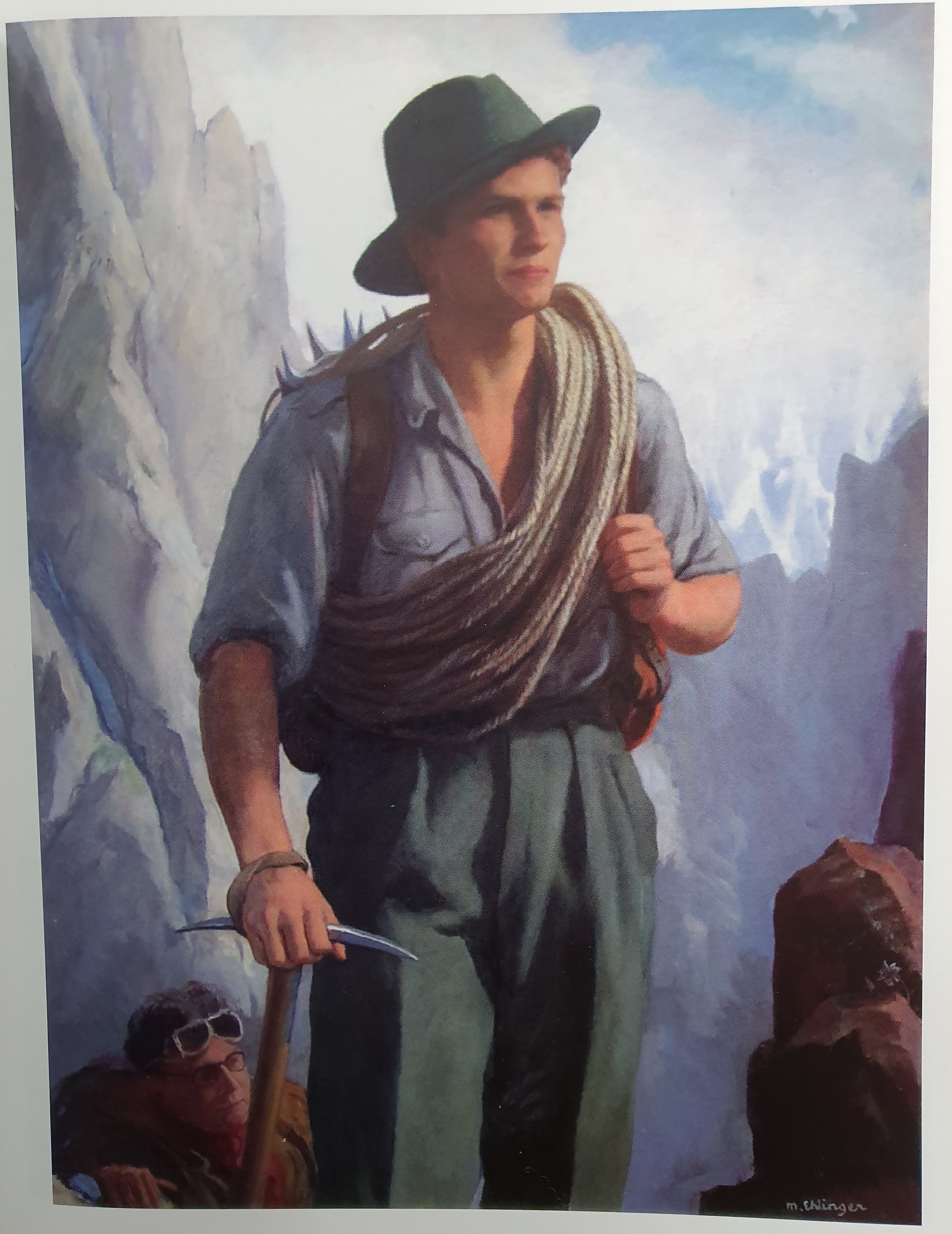
L'alpiniste.
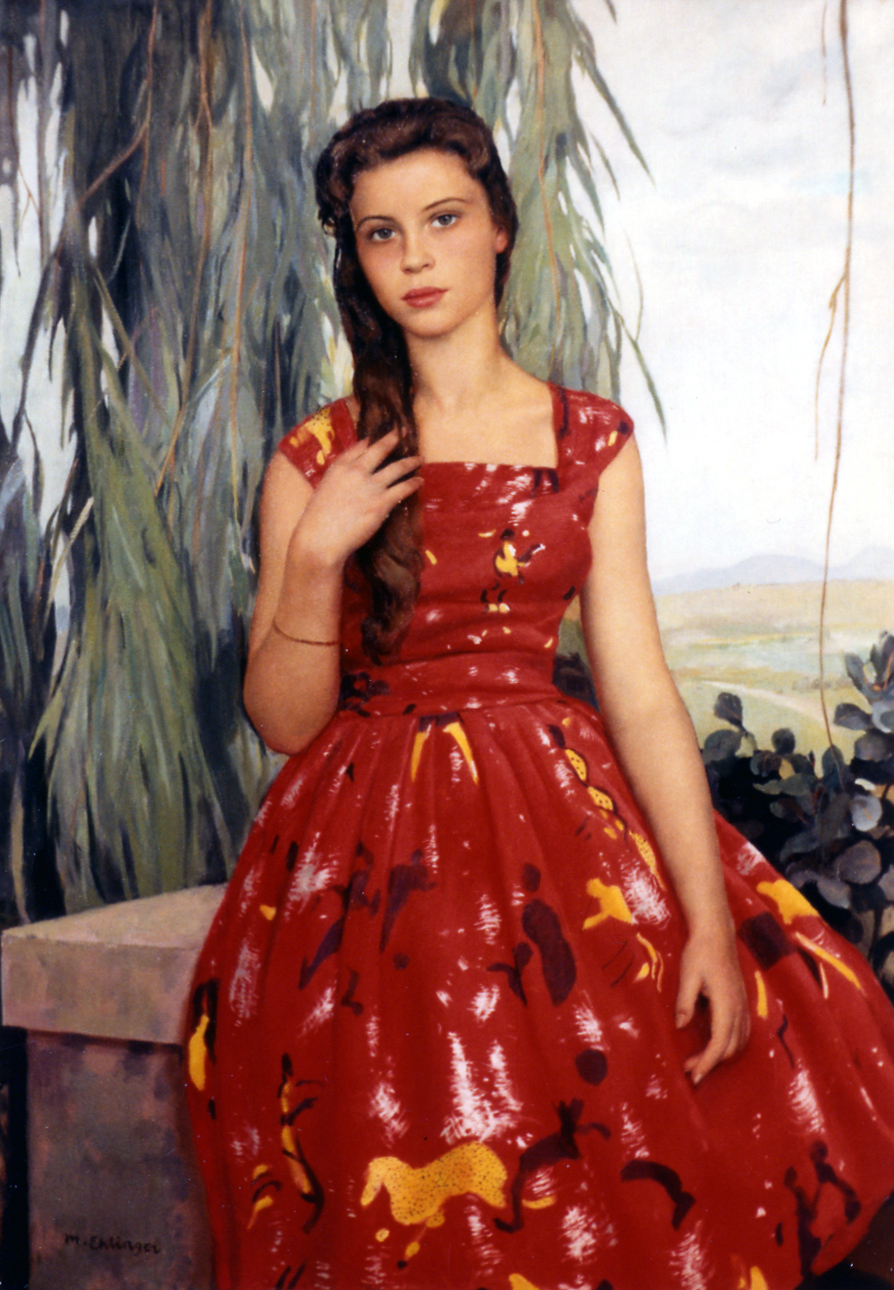
Marie France Schmider.
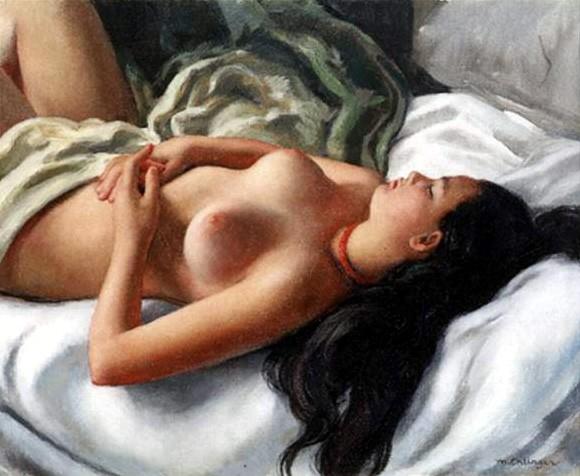
Michèle.